# Continental O-190
Continental O-190 (interne Bezeichnung C75 und C85) ist eine Baureihe von Vierzylinderboxermotoren des US-amerikanischen Herstellers Continental Motors. Sie produzieren Leistungen von 56 kW (76 PS) beziehungsweise 63 kW (86 PS).
Beide Varianten sind in Bezug auf Zylinderbohrung, Kolbenhub und Kompression identisch. Das Modell C85 generiert die zusätzlichen 10 PS durch eine Erhöhung der erlaubten Drehzahl von 2275 min−1 des C75 auf 2575 min−1.
Der C75 wurde von 1943 bis 1952, der C85 von 1944 bis 1970 produziert.

## Verwendung

### C75
- Auster Arrow
- Commonwealth Trimmer
- IPT Bichinho
- ERCO Ercoupe 415-C, 415-CD, 415-D, 415-H
- Thorp T-11

### C85
- Aerauto PL.5C
- Aero-Flight Streak
- Aeronca 7DC Champion
- Aeronca L-16A (7BCM Champion)
- Aeronca 11BC Chief, 11CC Super Chief
- Aeronca 12AC Chum (Lizenzbau der ERCO Ercoupe)
- All-American Ensign
- Ambrosini Rondone
- Carlson Sparrow
- Cessna 120 und 140
- Commonwealth Skyranger und Trimmer
- Culver V
- Druine Turbi
- Emigh Trojan
- ERCO Ercoupe 415-E, 415-F, 415-G
- Eaves Cougar 1
- Fleet 80 und 81
- Fisher Celebrity
- Fisher Dakota Hawk
- Funk B-85-C
- Globe Swift
- Iberavia Peque
- Jurca Tempête
- Heinonen HK-1
- IPT 13
- LeVier Cosmic Wind
- Limbach Gusty
- Lombardi FL.3
- Luscombe 8E Silvaire Deluxe
- Macchi MB-308
- Paul Baumgartl PB-63
- Phoenix Major
- Piel Emeraude
- Smith Miniplane
- Starr Bumble Bee
- Stits Playboy
- Taylor Titch
- Taylorcraft BC-12D-85, BCS-12D-85, BC-12D-4-85, BCS-12D-4-85, Model 19